# Mint a filmekben
A Mint a filmekben (eredeti cím: Como en el cine) egy 2001 és 2002 között készített mexikói telenovella, amit Veronica Suarez alkotott. A főbb szerepekben Lorena Rojas és Mauricio Ochmann látható.
Mexikóban 2001. április 30-án mutatták be az Azteca Trece csatornán. Magyarországon 2004-ben került adásba a Zone Romantica-n.

## Történet
Isabel, aki táncosnőként dolgozik Zu Zu bárjában, szülei halála óta neveli testvérét, Rocíot. Rocío előtt eltitkolja valódi foglalkozását és testvére abban a hitben él, hogy ő pszichológus.

## Szereposztás

### Főszereplők
| Színész(nő)           | Szerepnév                            | Megjegyzés                                             | Magyar hangok       |
| --------------------- | ------------------------------------ | ------------------------------------------------------ | ------------------- |
| Lorena Rojas          | Isabel 'Chabela' Montero             | Táncosnő Zu Zu bárjában, Rocío testvére                | Zakariás Éva        |
| Mauricio Ochmann      | Javier Borja / Joaquin 'Joaqo' Borja | Ikertestvérek                                          | Tokaji Csaba        |
| Alberto Mayagoitia    | Billy Billetes                       | Milliomos                                              | Barbinek Péter      |
| Olivia Collins        | Zu Zu                                | Bártulajdonos, Arturo édesanyja                        | Molnár Zsuzsa       |
| Ninel Conde           | Topacio 'La Matadora'                | Táncosnő Zu Zu bárjában                                | Mezei Kitty         |
| Betty Monroe          | Ángela 'Rubí'                        | Táncosnő Zu Zu bárjában, Fidel lánya, Isabel barátnője | Major Melinda       |
| Ana La Salvia         | Zafiro                               | Táncosnő Zu Zu bárjában                                |                     |
| Daniela Garmendia     | Esmeralda                            | Táncosnő Zu Zu bárjában                                |                     |
| David Zepeda          | Paco                                 | Táncos Zu Zu bárjában                                  | Damu Roland         |
| Andrea Noli           | Perla                                | Táncosnő Zu Zu bárjában                                | Orosz Helga         |
| Simone Victoria       | Lulu                                 |                                                        | Kiss Gabi           |
| Juan Alfonso Baptista | Charlie                              | Zu Zu unokatestvére                                    | Kiss Csaba          |
| Ángela Fuste          | Bárbara                              | Constanza és Julio lánya, Javier barátnője             | Stéfán Bodor Mária  |
| Úrsula Prats          | Nieves Borja                         | Javier and Joaquín édesanyja, Sofía nevelőanyja        | Fábián Enikő        |
| Hugo Ateo             | Luis 'El Nacotlan'                   | Javier és Joaquín barátja                              | Árkosi Adrián       |
| José Ramón Escoriza   | Claudio 'Chipilo'                    | Javier barátja                                         | Lélek Sándor        |
| Héctor Soberón        | Enrique                              |                                                        | Kiss Csaba          |
| Sergio Mayer          | Daniel                               |                                                        | Ábrahám Miklós      |
| Liz Gallardo          | Rocío Montero                        | Isabel testvére                                        | Cipszer Edina       |
| Alejandra Lazcano     | Sofía Borja                          | Javier testvére                                        | Vadász Bea          |
| Géraldine Bazán       | Regina Linares                       | Rocío, Gloria, Renata és Sofía iskolatársa             | Molnár Ilona        |
| Mariana Torres        | Gloria                               | Rocío, Regina, Renata és Sofía iskolatársa             | Talmács Márta       |
| Dafne Padilla         | Renata                               | Rocío, Regina, Gloria és Sofía iskolatársa             |                     |
| Alejandra Ley         | Lolita                               | Rocío, Regina, Renata, Gloria és Sofía iskolatársa     |                     |
| Pablo Azar            | Arturo                               | Gaby és Francisco fogadott fia, Zu Zu és Vicente fia   | Hanyecz Róbert      |
| Carlos East Jr.       | Leonardo                             | Leobardo ikertestvére                                  |                     |
| Ernesto East          | Leobardo                             | Leonardo ikertestvére                                  |                     |
| Arturo Beristáin      | Francisco                            | Gaby férje, Arturo nevelőapja                          | Medgyesfalvy Sándor |
| Nubia Martí           | Gaby                                 | Francisco felesége, Arturo nevelőanyja                 | Rácz Mari           |
| Eva Prado             | Constanza                            | Julio felesége, Bárbara édesanyja                      | Kovács Enikő        |
| Roberto Blandón       | Don Julio                            | Constanza férje, Bárbara édesapja                      | Medgyesfalvy Sándor |
| Tomas Goros           | Julián                               |                                                        | Medgyesfalvy Sándor |
| Surya MacGregor       | Telma                                | Regina édesanyja                                       | Kovács Enikő        |
| Alicia Bonet          | Madre Maria                          | Apáca, az iskola vezetője                              | Csíki Ibolya        |
| Margot Wagner         | Mercedes                             | Apáca                                                  | Bányai Irén         |
| Ramiro Orci           | Gabino                               |                                                        | Hajdú Géza          |

### Vendég- és mellékszereplők
| Színész(nő)       | Szerepnév                | Megjegyzés         | Magyar hangok   |
| ----------------- | ------------------------ | ------------------ | --------------- |
| Aarón Beas        | Martín                   | Rubí unokatestvére |                 |
| Alberto Casanova  | Raúl                     |                    | Kocsis Gyula    |
| Aline Hernández   | Erika                    |                    | Németi Emese    |
| América Gabriel   | Gabriela                 |                    |                 |
| Andrea Escalona   | Malena                   | Lolita barátnője   |                 |
| Ángel Arellano    |                          |                    |                 |
| Angy Almanza      | Alejandra                | Lolita barátnője   |                 |
| Aracelia Chavira  |                          |                    |                 |
| Beatriz Martínez  |                          |                    |                 |
| Bertha Kaim       |                          |                    |                 |
| Carmen Zavaleta   |                          |                    |                 |
| Fidel Garriga     | Fidel                    | Rubí édesapja      | Török Sándor    |
| Guillermo Ayala   | 'El chucky'              |                    | Szabó Barna     |
| Jorge Galván      | Evaristo                 |                    | Seres Lajos     |
| José Luis Franco  | Saúl                     |                    | Hanyecz Róbert  |
| José Luis Rojas   |                          |                    |                 |
| José Joel         | Gerardo                  |                    | Ábrah Miklós    |
| Juan Vidal        | Federico                 |                    | Szotyori József |
| Julio Escalero    |                          |                    |                 |
| Mariana Urrutia   |                          | Lolita barátnője   |                 |
| Mario Sauret      | Dr. Marco Antonio Moreli | Pszichológus       | Meleg Vilmos    |
| Miguel Couturier  | Vicente                  | Arturo édesapja    | Török Sándor    |
| Miguel A. Lomelin |                          |                    |                 |
| Regina Torné      | Romualda                 | Billy nagynénje    | Csíki Ibolya    |
| Rosalba Brambila  |                          |                    |                 |
| Xóchitl Illiana   |                          |                    |                 |

## Fordítás
- Ez a szócikk részben vagy egészben  a   Como en el cine című spanyol Wikipédia-szócikk fordításán alapul.  Az eredeti cikk szerkesztőit annak laptörténete sorolja fel. Ez a jelzés csupán a megfogalmazás eredetét és a szerzői jogokat jelzi, nem szolgál a cikkben szereplő információk forrásmegjelöléseként.